# Тилма, Эфрат
Эфрат Анна Тилма (ивр. אפרת טילמה‎, род. 1947, Галилея, Северный округ) — израильская трансгендерная активистка и первая трансженщина, добровольно работающая в израильской полиции. В театре «Габима» на основе её автобиографии был поставлен спектакль под названием «Сделай его женщиной». В 2019 году Тилма стала первой трансгендерной женщиной, получившей в знак признания её общественной деятельности почётное гражданство Тель-Авива.

## Биография
Тилма родилась в кибуце в Галилее, на севере Израиля; когда она была подростком, она и её семья переехали в Рамат-Авив, район Тель-Авива. В 1960-х годах Тилма впервые начала одеваться как женщина; это привело к конфликтам с израильской полицией, которая считала её переодетым в женщину мужчиной. Тилма впоследствии рассказала, что в этот период её изнасиловали.
В 1967 году Тилма перенесла гендерно-аффирмативную операцию в Касабланке, Марокко, поскольку в Израиле в то время эта процедура была незаконной. Впоследствии ей пришлось пройти медицинское обследование в Министерстве внутренних дел Израиля, чтобы внести изменения, отражающие её гендерную идентичность, в официальные документы.
В период с 2010 по 2012 год в Израиле произошло несколько получивших огласку инцидентов, когда сотрудники полиции плохо обращались с трансгендерными секс-работниками, в том числе обращаясь к ним не по предпочитаемому роду. Это, а также самоубийство близкого друга Тилмы с трансгендерной идентичностью, привело к тому, что она публично заявила о себе как о трансгендерной женщине. Тилма стала читать лекции в полиции о работе с трансгендерным сообществом, за что была в мае 2017 года награждена окружной медалью Тель-Авивского округа полиции Израиля; на церемонии полиция также принесла официальные извинения за свое обращение с трансгендерными персонами. В том же году Тилма вошла в группу, встретившуюся с президентом Реувеном Ривлиным на мероприятии, посвященном памяти ЛГБТ-членов израильской полиции и израильских сил обороны.
В 2016 году Тилма была судьёй на конкурсе «Мисс Транс Израиль». Победительница, Талин Абу Ханна, сыграла Тилму в «Сделай его женщиной».
В августе 2018 года Тилма появилась в календаре израильских женщин, одетых как влиятельные женщины со всего мира. На фотографии она изображена в образе Тамары Адриан, первой трансгендерной женщины, избранной на политический пост в Венесуэле.
В декабре 2022 года Тилма была названа Би-би-си одной из 100 женщин года за её активную деятельность в интересах трансгендерного сообщества Израиля.